# Orthotrichum heteromallum
Orthotrichum heteromallum är en bladmossart som beskrevs av Schwaegrichen in Bridel 1826. Orthotrichum heteromallum ingår i släktet hättemossor, och familjen Orthotrichaceae. Inga underarter finns listade i Catalogue of Life.